# Beethoven – Tage aus einem Leben
Beethoven – Tage aus einem Leben (Alternativtitel Der Compositeur) ist ein biographischer DEFA-Spielfilm aus dem Jahr 1976 und hat den Komponisten Ludwig van Beethoven zum Thema.

## Handlung
Der Film schildert die Lebensphase Ludwig van Beethovens ab 1813, beginnend mit der Uraufführung von Beethovens Schlachtengemälde Wellingtons Sieg. Der an der Verwirklichung der Musik beteiligte Erfinder Johann Nepomuk Mälzel hofft, dass unter seiner Mitwirkung die Schaffensphase eines „neuen Beethoven“ begonnen hat. Wenig später führt er dem Komponisten seine neueste Erfindung, das „Panharmonikon“, und weitere musikalische Apparate vor. Beethoven zeigt sich wenig begeistert von Mälzels Erfindungen und bevorzugt stattdessen seine eigene innere Stimme der Kunst.
Auf politischer und gesellschaftlicher Ebene tritt Beethoven für die innere Sittlichkeit des Menschen sowie eine demokratische Ordnung nach englischem Vorbild mit Mitbestimmung der Bürger ein; in diesem Zusammenhang verurteilt er den Adel sowie die eigenhändige Kaiserkrönung Napoleon Bonapartes. Beethovens Einstellungen bringen ihm die Überwachung durch Fürst Metternichs Staatssystem ein. Metternich hält Beethoven jedoch für ungefährlich, da dessen Kompetenzen als Komponist außerhalb der Politik lägen.
Beethoven selbst hat unterdessen gegen seine immer stärker werdende Gehörlosigkeit zu kämpfen. Er lässt sich von Johann Malfatti, der im Gegensatz zu Beethoven, der das Gemüt im Menschen betont, den Menschen lediglich als komplizierte Maschine ansieht, behandeln und bekommt von Mälzel ein Hörrohr zur Verfügung gestellt.
In familiärer Hinsicht muss sich Beethoven mit seinen Brüdern Johann und Kaspar Karl auseinandersetzen. Apotheker Johann, der Beethovens demokratische Auffassungen nicht teilt, ist beim Besuch seines Bruders Ludwig nicht begeistert darüber, einen weiteren Esser versorgen zu müssen, verteilt aber aus Kommerzgründen gefälschte Autogrammkarten des Komponisten. Der Verwaltungsbeamte Kaspar Karl hingegen verärgert den Musiker mit einer eigenmächtigen Vermarktung von dessen Kompositionen. Kaspar Karl selbst bittet wegen seiner Krankheit seinen Bruder Ludwig, sich später um seinen Sohn Karl zu kümmern. Als Kaspar Karl wenig später stirbt, spricht sich Beethoven für eine korrekte Erziehung seines Neffen aus.
Auf privater Ebene hat Beethoven mit vielen Umzügen sowie häufig wechselnden Haushälterinnen zu tun. Sowohl seine Brüder als auch die Öffentlichkeit wundern sich darüber, dass er weder Frau noch Kinder hat und sich stattdessen ausschließlich seiner Kunst widmet. Beethoven selbst leidet darunter, dass er und Josephine Brunsvik ihre Liebe zueinander nur heimlich ausleben können, weil ihre Verbindung nicht standesgemäß ist. Beethoven sorgt sich zudem, dass er zu arm sein könnte, um Josephine heiraten zu können. Bei Proben mit der Konzertsängerin S. zu seiner Oper Fidelio meint Beethoven, dass ein Hungriger irgendwann die Nahrungsaufnahme verweigert, und kommt zu dem Schluss, dass es einem nach der Liebe zu einer Frau Suchenden ebenso ergeht. Nach dieser Erkenntnis läuft Beethoven bei seinem nächsten Wohnsitzwechsel nachdenklich durch die Straßen Wiens in die Gegenwart.

## Kritiken
„Ein ebenso unterhaltsamer wie interessanter Versuch, der auch ein breiteres Publikum ansprechen kann. Nicht zuletzt eine Parabel auf die Kraft eines Menschen, der sich politischer Schnüffelei und ideologischem Druck verweigert.“